# 慈因寺
慈因寺，位于北京市西城区宫门口横胡同11号、宫门口头条21号，是一座汉传佛教寺院。现为西城区普查登记文物。

## 简介
慈因寺始建于明万历年间。坐西朝东，原有三进院落，西部有跨院。中华人民共和国成立后改为民居，20世纪70年代拆除大殿。现存古建筑为前殿三间，南北配殿各三间，配房各五间，后殿五间，东西配殿各三间，西院北房三间，东耳房三间。
中国第一历史档案馆档案记载，清朝末年，1905年北京佛教界成立“中国佛教学务总公所”，僧长是光明寺住持东山，发起人有北京各佛寺住持：广善寺住持达远、广化寺住持灵山、慈因寺住持吉安、龙泉寺住持道兴、观音寺住持觉先。
民国十三年（1924年），从日本学习东密之后回到中国的释大勇，经汤铸新、胡子笏、刘亚休等居士赞助，在慈因寺创办“藏文学院”，请多杰觉拔格西当导师，讲解藏文及藏传佛教。武昌佛学院第一届毕业生有多名自武汉来到该学院学习，其中包括职员释大刚、释超一，研究员释法尊、释观空、释严定、释会中、释法舫等人。民国十四年（1925年）5月，释大勇将藏文学院改为“留藏学法团”，率团员20多人赴西藏。途中，释大勇于民国十八年（1929年）病逝，释法尊于民国二十年（1931年）到达西藏拉萨。
1958年夏末，慈因寺出土4件织绣品。其中的蓝闪白机头缎，背面钤有四印。根据印文及墨笔字，可知这4件锦缎为明朝万历年间织造。